# Vražkov
Vražkov är en ort i Tjeckien.   Den ligger i regionen Ústí nad Labem, i den centrala delen av landet, 30 km norr om huvudstaden Prag. Vražkov ligger 210 meter över havet och antalet invånare är 392.
Terrängen runt Vražkov är platt.Runt Vražkov är det ganska tätbefolkat, med 111 invånare per kvadratkilometer. Närmaste större samhälle är Roudnice nad Labem, 5,8 km norr om Vražkov. Trakten runt Vražkov består till största delen av jordbruksmark.